# Gerold Gnausch
Gerold Gnausch (* in Löbau) ist ein deutscher Klarinettist und Saxophonist.

## Leben
Gerold Gnausch wurde in Löbau in der Oberlausitz geboren. Er erhielt zunächst Klarinetten- und Klavierunterricht an der Musikschule Bautzen. Danach studierte er Klarinette und Bassklarinette bei Fritz Melzer an der Hochschule für Musik Carl Maria von Weber Dresden.
1977 wurde er unter Olaf Koch als Solo-Bassklarinettist an die Halleschen Philharmonie engagiert. Von 1982 bis 1984 absolvierte er in Leipzig Zusatzstudien bei Klaus Stöckel in Klarinette und Heinz Höfer in Saxophon. 1990 wechselte er als Solo-Saxophonist an die Komische Oper Berlin, wo er heute als Solo-Bassklarinettist wirkt. Er spielte unter den Generalmusikdirektoren Rolf Reuter, Yakov Kreizberg, Kirill Petrenko, Carl St. Clair, Patrick Lange, Henrik Nánási und Ainārs Rubiķis.
Gnausch begründete die Berliner Bläserakademie, das Klarinettenquartett „Die Schwarzwurzeln“ und das Salonorchester „Illusion“ (zusammen mit Jochen Kowalski). In der Komischen Oper spielte er im Rahmen der Konzertreihe „Jazz im Frack“ im gleichnamigen Ensemble. Außerdem ist er Mitglied im Saxophonquartett „modernsax berlin“. 2011 war er Mitinitiator der Konzertreihe für sorbische Musik „musica nova SORABICA – Ein Triptychon“. Ebenso deckt er in seinem Repertoire die zeitgenössische Musik ab, so brachte er das Bassklarinettensolo „Gedanken über“ von Jan Cyž zur Uraufführung.
Gnausch war an mehreren Rundfunk-, TV- und CD-Produktionen beteiligt. Konzertreisen führten ihn nach Asien und durch Europa.

## Auszeichnung
Im Jahr 1989 erhielt er den Ehrentitel eines Kammermusikers.

## Diskografie (Auswahl)
- Susanne Stelzenbach, Ralf Hoyer: „Verzeihung, der Kopf“ – Musik in Deutschland 1950–2000/Deutscher Musikrat (BMG Ariola Classics, 2001)